# 田島壮幸
田島 壮幸（田島壯幸、たじま もりゆき、1933年8月3日 - ）は、日本の経営学者。1989年から1995年まで日本経営学会理事長、後に同名誉会員。一橋大学名誉教授。

## 人物・経歴
群馬県佐波郡境町（現伊勢崎市）生まれ。1952年群馬県立太田高等学校卒業、1956年一橋大学商学部卒業、1961年同大大学院商学研究科博士課程単位修得。1974年商学博士（一橋大学）。藻利重隆ゼミ出身。
1961年一橋大学商学部専任講師、1965年同助教授、1973年同教授、1989年日本経営学会理事長、1991年から1993年まで同大商学部長。1997年一橋大を定年退官し同大名誉教授。1997年から石巻専修大学教授。この間青山学院大学、東京経済大学、東京女子大学、中央大学経済学部でも教鞭をとる。また東北大学第三者評価委員会委員、大学設置審議会大学設置分科会専門委員、教科書用図書検定調査審議会調査委員等も歴任。2012年瑞宝中綬章受章。
指導学生に榊原清則（元一橋大学教授、慶應義塾大学名誉教授）、渡辺敏雄（関西学院大学教授）、神田良（明治学院大学教授）、小山嚴也（関東学院大学学長）など。